# Urani được làm giàu

Tỷ lệ uranium-238 (màu xanh) và uranium-235 (màu đỏ) được tìm thấy tự nhiên so với các lớp được làm giàu

Urani được làm giàu là một loại urani mà theo đó tỉ lệ hợp phần urani 235 được tăng lên qua quá trình tách đồng vị. Urani tự nhiên có 99,284% đồng vị 238U, trong đó chỉ có khoảng 0,711% là 235U.235U là đồng vị duy nhất có mặt trong tự nhiên có thể phân hạch bằng neutron nhiệt.
Urani được làm giàu là một thành phần quan trọng trong phát điện hạt nhân dân dụng và trong các vũ khí hạt nhân. Cơ quan năng lượng nguyên tử quốc tế có năng lực để giám sát và kiểm soát các nguồn cung ứng urani được làm giàu và các quá trình làm giàu urani để đảm bảo an toàn trong việc sử dụng năng lượng hạt nhân cho mục đích phát điện và kiềm chế việc sản xuất vũ khí hạt nhân.
Trong suốt dự án Manhattan, urani được làm giàu được đặt tên là oralloy, tên viết tắt của Oak Ridgealloy, theo địa danh đặt nhà máy làm giàu urani. Tên gọi oralloy thỉnh thoảng vẫn được sử dụng để ám chỉ urani được làm giàu. Có khoảng 2.000 tấn (t, Mg) urani được làm giàu rất cao trên thế giới, được sản xuất chủ yếu cho các vũ khí hạt nhân, tàu ngầm hạt nhân, và một lượng ít hơn cho các lò phản ứng dùng cho nghiên cứu.
238U còn lại sau quá trình làm giàu được gọi là urani nghèo (DU), và được xem là có tính phóng xạ ít hơn thậm chí là đối với urani tự nhiên, mặc dù nó vẫn rất độc. Hiện tại, 95% lượng urani nghèo trên thế giới được lưu trữ an toàn.

## Các cấp

### Urani được làm giàu ít

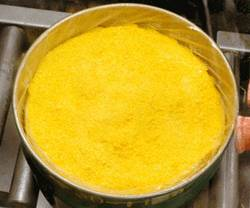
Bánh vàng (yellowcake) - (hỗn hợp kết tủa urani)

Urani được làm giàu ít (SEU) có hàm lượng 235U từ 0,9% đến 2%. Cấp này đang được sử dụng để thay thế nhiên liệu urani tự nhiên (NU) trong một số lò phản ứng nước nặng như CANDU. Chi phí của cấp này được giảm xuống do có ít và một vài bó urani là đủ nhiên liệu cho lò phản ứng. Do đó, nó cũng giảm số lượng nhiên liệu cần sử dụng và chi phí quản lý chất thải.

### Urani được tái xử lý
Urani tái xử lý là một sản phẩm của chu trình nhiên liệu hạt nhân liên quan đến việc tái xử lý nhiên liệu hạt nhân đã qua sử dụng. RpU được thu hồi từ nhiên liệu đã qua sử dụng của lò phản ứng nước nhẹ (LWR) đặc biệt chứa U-235 nhiều hơn trong urani tự nhiên, do đó, nó có thể được  sử dụng cho các lò phản ứng hạt nhân thường sử dụng nguyên liệu urani tự nhiên. Tuy nhiên, nó cũng chứa đồng vị không mong đợi là urani-236, đồng vị này là chất bắt neutron, làm lãng phí neutron (và đòi hỏi việc làm giàu urani-235 ở mức cao hơn) và tạo ra neptuni-237 là một trong những hạt nhân phóng xạ linh động và gây nhiều rắc rối hơn đối với vấn đề chất thải hạt nhân.

### Urani được làm giàu thấp (LEU)
Urani được làm giàu thấp (LEU) có ít hơn 20% hàm lượng 235U.
Khi sử dụng trong các lò phản ứng nước nhẹ thương mại, là các lò phản ứng phát điện phổ biến nhất trên thế giới, urani được làm giàu có từ 3 đến 5% 235U. LEU tươi được sử dụng trong các lò phản ứng nghiên cứu  thường được làm giàu với U-235 từ 12% đến 19,75%, hàm lượng 19,75% được sử dụng để thay thế cho các nhiên liệu HEU (urani được làm giàu cao) khi chuyển đổi thành LEU.

### Urani được làm giàu cao (HEU)

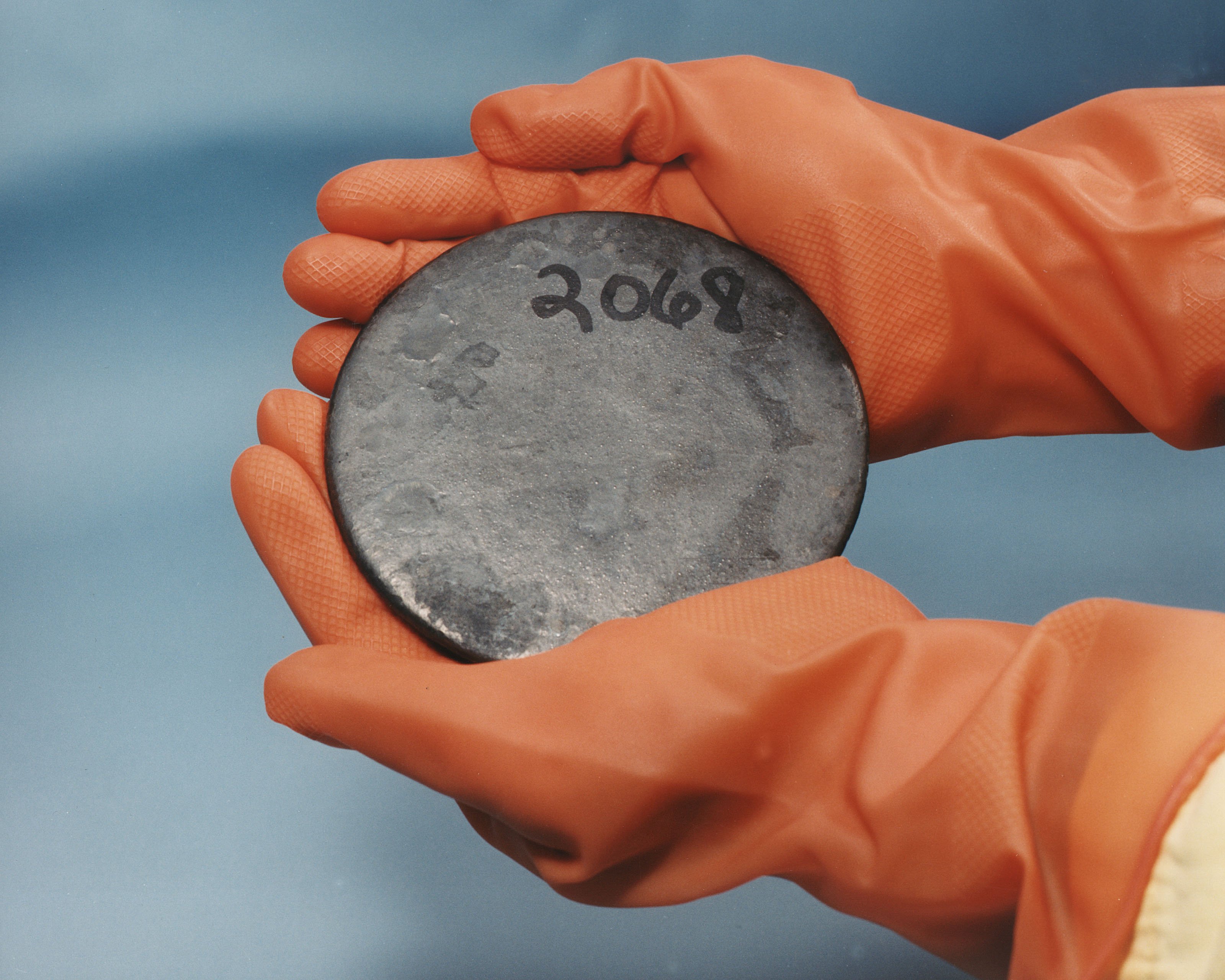
Một tấm kim loại urani làm giàu cao

Uranium được làm giàu cao (HEU) có hàm lượng 235U từ 20% trở lên. Uranium phân hạch trong các lõi kích nổ của vũ khí hạt nhân thường có hàm lượng 235U từ 85% trở lên được gọi là "urani cấp vũ khí" (weapon-grade), mặc dù về mặt lý thuyết đối với thiết kế vụ nổ hạt nhân, hàm lượng 235U ở mức tối thiểu 20% là đủ (được gọi là "cấp vũ khí hiệu dụng") mặc dù vũ khí như vậy sẽ cần đến hàng trăm kg vật liệu và "sẽ không thực tế để thiết kế". Về mặt giả thiết, người ta thậm chí có thể làm giàu đồng vị xuống thấp hơn nữa, nhưng khi phần trăm lượng urani làm giàu giảm, thì khối lượng tới hạn của các neutron nhanh không kiểm soát sẽ tăng lên nhanh chóng, ví dụ, khi đó, urani làm giàu ở hàm lượng 5,4% 235U sẽ cần đến một khối lượng vô hạn để hiệu dụng. Đối với các thí nghiệm tới hạn, người ta đã có thể thực hiện được quá trình làm giàu uranium lên hơn 97%.